# Britannia (Terre-Neuve-et-Labrador)
Pour les articles homonymes, voir Britannia.
Britannia est une localité désignée située sur l'île Random dans la province de Terre-Neuve-et-Labrador.

## Histoire
L'histoire de la communauté est étroitement liée à l’exploitation des carrières d'ardoise et à la famille Curry. John Currie s'installe au milieu du XIXe siècle à Porridge Cove pour exploiter l'ardoise. La communauté prend le nom de Britannia Cove après le passage du navire de guerre britannique Britannia. Les Currie développent ensuite leurs activités dans la pêche et le bois et Britannia devient un centre de commerce important de la région. Dans les années 1960, la communauté perd de son importance avec le développement de Clarenville.

## Démographie
Britannia compte, en 2021 une population de 175 habitants. Elle comptait en 2016, 85 habitants et, en 2011, 94 habitants.

## Patrimoine
La Currie Premises, une maison au toit d'ardoise, construite pour la famille Currie en 1921, est inscrite, depuis 1996, au répertoire des lieux patrimoniaux du Canada,,
Deux autres bâtiments, la Aunt Sadie's House, une maison construite en 1890, et la Britannia united church, une église méthodiste construite en 1906, sont également citées dans un inventaire préliminaire du patrimoine bâti de l'île Random